# 1954年世界乒乓球锦标赛
1954年世界乒乓球锦标赛是第二十一届世界乒乓球锦标赛，于1954年4月5日至14日在英国伦敦温布利举行。最终日本队获得最多的奖牌。

## 赛果

### 团体
| 项目                | 金牌                                                 | 银牌 | 铜牌                                                                                  |
| 男子团体 斯韦思林杯 | 日本 · 川井一男 · 荻村伊智朗 · 田舛吉二 · 富田芳雄   | 捷克斯洛伐克 · 伊万·安德烈亚迪斯 · Josef Posejpal · 阿道夫·什拉尔 · 拉吉斯拉夫·什季佩克 · 瓦茨拉夫·特雷巴 | 英格兰 · 理查德·伯格曼 · Kenneth Craigie · 约翰尼·利奇 · Aubrey Simons · Harry Venner |
| 女子团体 考比伦杯   | 日本 · 江口富士枝 · 後藤英子 · 田中良子 · 渡边妃生子 | 匈牙利 · 福尔考什·吉泽尔洛 · Ilona Kerekes · 科齐安·埃娃 · 阿格内斯·西蒙                                  | 英格兰 · Kathleen Best · 安·海登 · 黛安娜·罗 · Rosalind Rowe                          |

### 单项
| 项目     | 金牌                                | 银牌                            | 铜牌                                |
| 男子单打 | 荻村伊智朗                          | Tage Flisberg                   | 伊万·安德烈亚迪斯                   |
| 男子单打 | 荻村伊智朗                          | Tage Flisberg                   | 理查德·伯格曼                       |
| 女子单打 | 安杰莉卡·罗泽亚努                   | 田中良子                        | 科齐安·埃娃                         |
| 女子单打 | 安杰莉卡·罗泽亚努                   | 田中良子                        | 江口富士枝                          |
| 男子双打 | 扎尔科·多利纳尔 维利姆·哈兰戈佐     | 鲍尔瑙·维克托 Michel Haguenauer | 荻村伊智朗 富田芳雄                 |
| 男子双打 | 扎尔科·多利纳尔 维利姆·哈兰戈佐     | 鲍尔瑙·维克托 Michel Haguenauer | 阿道夫·什拉尔 瓦茨拉夫·特雷巴       |
| 女子双打 | 黛安娜·罗 Rosalind Rowe             | Kathleen Best 安·海登           | 江口富士枝 渡边妃生子               |
| 女子双打 | 黛安娜·罗 Rosalind Rowe             | Kathleen Best 安·海登           | 福尔考什·吉泽尔洛 安杰莉卡·罗泽亚努 |
| 混合双打 | 伊万·安德烈亚迪斯 福尔考什·吉泽尔洛 | 富田芳雄 江口富士枝             | 鲍尔瑙·维克托 Rosalind Rowe         |
| 混合双打 | 伊万·安德烈亚迪斯 福尔考什·吉泽尔洛 | 富田芳雄 江口富士枝             | 扎尔科·多利纳尔 Ermelinde Wertl     |